# Moloko (песня)
«Moloko» (стилизовано как «moLOko») — песня украинской певицы Светланы Лободы, выпущенная 18 декабря 2020 года на лейбле Sony Music Entertainment. Известно, что песня войдет в грядущий студийный альбом Лободы.

## Музыкальное видео
Музыкальное видео на эту песню было выпущено в тот же день. Режиссёром выступил Алан Бадоев. По словам Лободы, на разработку концепции клипа ушло более четырёх месяцев. Сюжет видео сосредоточен на девушке, которая в результате семейной драмы попадает в тюрьму. Героини клипа выражают свои чувства с помощью ярких танцев. За первые же сутки видео набрало более полутора миллионов просмотров.
В ночь с 21 на 22 декабря видео было удалено с YouTube. Вскоре видео было восстановлено, а певица и её продюсер заверили, что виновные будут наказаны.

## Продвижение
Лобода посетила несколько радиостанций и телеканалов Украины для продвижения сингла, включая Русское радио («Happy Yolka 2020») и музыкальный телеканал М1 («Министерство премьер»). В России песня была исполнена 31 декабря 2020 года на шоу Первого канала «Новогодний маскарад».
22 мая 2021 года певица исполнила песню на премии RU.TV 2021. 4 июня певица открыла номером с песней «Moloko» премию Муз-ТВ 2021. Многие пользователи сети отметили, что Лобода выглядела точь-в-точь как Шакира, а сам номер сильно напоминал перформанс Бейонсе на премии «Грэмми» 2017 года.
5 июня 2021 года Лобода представила ремейк-версию песни.

## Рейтинги
По данным стримингового сервиса Apple Music, «Moloko» вошёл в сотню самых популярных треков 2021 года в России и Украине.

## Награды и номинации
| Год  | Награда               | Категория            | Результат | Ист.   |
| ---- | --------------------- | -------------------- | --------- | ------ |
| 2021 | ЖАРА Music Awards     | Женское видео        | Номинация | [ 15 ] |
| 2021 | Премия Муз-ТВ         | Лучшее женское видео | Победа    | [ 16 ] |
| 2021 | Музыкальная платформа | Лучшая песня года    | Победа    | [ 17 ] |

## Версии и ремиксы
| №  | Название | Длительность |
| -- | -------- | ------------ |
| 1. | «moLOko» | 4:03         |

| №  | Название          | Длительность |
| -- | ----------------- | ------------ |
| 1. | «moLOko» (Remake) | 3:40         |

## Чарты
| Чарт (2021)                                | Высшая позиция |
| ------------------------------------------ | -------------- |
| Киев (Tophit City & Country Radio Hits)    | 92             |
| Москва (Tophit City & Country Radio Hits)  | 43             |
| Россия (TopHit City & Country Radio Hits)  | 35             |
| Россия (TopHit Radio & YouTube Hits)       | 26             |
| Россия (TopHit YouTube Hits)               | 11             |
| СНГ (TopHit Radio Hits)                    | 36             |
| Украина (TopHit City & Country Radio Hits) | 43             |
| Украина (TopHit Radio & YouTube Hits)      | 4              |
| Украина (TopHit YouTube Hits)              | 2              |

| Чарт (2021)                                | Высшая позиция |
| ------------------------------------------ | -------------- |
| Москва (Tophit City & Country Radio Hits)  | 69             |
| Россия (TopHit City & Country Radio Hits)  | 40             |
| Россия (TopHit Radio & YouTube Hits)       | 32             |
| Россия (TopHit YouTube Hits)               | 34             |
| СНГ (TopHit Radio Hits)                    | 38             |
| Украина (TopHit City & Country Radio Hits) | 71             |
| Украина (TopHit Radio & YouTube Hits)      | 7              |
| Украина (TopHit YouTube Hits)              | 11             |

### Годовые чарты
| Чарт (2021)                               | Позиция |
| ----------------------------------------- | ------- |
| Москва (Tophit City & Country Radio Hits) | 164     |
| Россия (TopHit City & Country Radio Hits) | 166     |
| Россия (TopHit Radio & YouTube Hits)      | 108     |
| Россия (TopHit YouTube Hits)              | 69      |
| СНГ (TopHit Radio Hits)                   | 164     |
| Украина (TopHit Radio & YouTube Hits)     | 30      |
| Украина (TopHit YouTube Hits)             | 17      |

## Сертификации
| Регион              | Сертификация |
| ------------------- | ------------ |
| Россия (Sony Music) | Платиновый   |